# Hoa hậu Cuba
Hoa hậu Cuba - Miss Cuba là một cựu cuộc thi sắc đẹp ở Cuba.  Cuộc thi được thành lập vào năm 1952 và lần tổ chức cuối cùng là cho đến năm 1967.

## Lịch sử
Hoa hậu Cuba được tổ chức lần đầu tiên vào năm 1952 và người chiến thắng đã tham gia cuộc thi Hoa hậu Hoàn vũ.  Sau năm 1967, đại diện của Cuba tại Hoa hậu Hoàn vũ đã không được lựa chọn nào nữa cho đến năm 2007 khi nó xuất hiện lần đầu tại cuộc thi Hoa hậu Trái đất ở Manila, Philippines.  Năm 2009, lần đầu tiên Cuba tranh tài tại Hoa hậu Quốc tế ở Nhật Bản.  Cuba đã được đại diện trong Bốn cuộc thi sắc đẹp quốc tế lớn, bốn cuộc thi cuộc thi sắc đẹp quốc tế lớn dành cho phụ nữ. Miss World, Miss Universe, Miss International and Miss Earth.

### Hoa hậu Hoàn vũ
Năm 1956 và 1957, Hoa hậu Cuba được xếp vào Top 15 và Á hậu 3 là Marcia Rodríguez và Maria Rosa Gamio.

### Hoa hậu Thế giới
Gilda Marín là Hoa hậu Cuba duy nhất đăng quang ngôi vị Á hậu 3 tại Miss World 1955.

### Hoa hậu Trái Đất
Cuba lần đầu tiên được đại diện trong phiên bản thứ bảy của Hoa hậu Trái đất 2007 cuộc thi sắc đẹp của Ariana Barouk. Cô là Hoa hậu Cuba đầu tiên trong vài thập kỷ tham gia một cuộc thi lớn.

### Hoa hậu Quốc tế
Bắt đầu từ năm 2009 Người đoạt danh hiệu Hoa hậu Quốc tế của Cuba đại diện cho Cuba tại Hoa hậu Quốc tế và lần đầu tiên ra mắt Cuba được Patricia Rosales xếp vào Top 15.

## Hoa hậu Cuba
Năm 1952–1967, 2023- Cuba tham gia cuộc thi Hoa hậu Hoàn vũ. Người chiến thắng cuộc thi Hoa hậu Cuba tại cuộc thi. Kể từ năm 1968-2022, Cuba ngừng cạnh tranh vì cuộc khủng hoảng tài chính và các vấn đề chính trị ở Havana. Cuộc thi này là sự kiện chính thức để phụ nữ Cuba trở thành đại sứ của Cuba trên trường quốc tế. Giữa năm 1952–1975, Cuba đã tham gia tranh tài tại các cuộc thi Hoa hậu Hoàn vũ và Hoa hậu Thế giới. Dưới đây là Hoa hậu Cuba tại cả hai cuộc thi. Từ năm 2009 đến nay là những người đoạt giải Hoa hậu Quốc tế Cuba sẽ đi thi Hoa hậu Quốc tế.
| Năm  | Hoa hậu Cuba         |
| ---- | -------------------- |
| 1952 | Gladys López         |
| 1954 | Isis Finlay          |
| 1955 | Gilda Marín          |
| 1956 | Marcia Rodríguez     |
| 1957 | Maria Rosa Gamio     |
| 1958 | Arminia Pérez        |
| 1959 | Irma Buesa Mas       |
| 1960 | Flora Laughten Hoyos |
| 1961 | Marta García Vieta   |
| 1962 | Aurora Prieto        |
| 1963 | Alicia Margit Chia   |
| 1965 | Alina De Varona      |
| 1966 | Lesbia Murrieta      |
| 1967 | Elina Salavarría     |
| 1975 | Maricela Maxie Clark |
| 2023 |                      |